# Schefflera sciodaphyllum
Schefflera sciodaphyllum là một loài thực vật có hoa trong Họ Cuồng cuồng. Loài này được (Sw.) Harms miêu tả khoa học đầu tiên năm 1894.